# José Luis Zalazar Rodríguez
José Luis Zalazar Rodríguez (Montevideo, Uruguai, 26 de novembre de 1963), exfutbolista uruguaià. Jugava de migcampista i el seu primer equip va ser el Nacional de Montevideo de l'Uruguai.

## Biografia
Va començar la seva trajectòria en el Nacional de Montevideo de Montevideo (1982-1986), debutant als 15 anys. L'any 1986 va marxar a jugar a Mèxic amb els Tecos de la Universitat Autònoma de Guadalajara i assoliria ser màxim golejador en la temporada 1986-87.
La temporada 1987-1988 va recalar en el futbol espanyol, en el Cadis, on va aconseguir 6 gols en 33 partits. La següent campanya retornaria a Mèxic.
Torna a Espanya, per a militar en el RCD Espanyol (1989-1990). Després d'una temporada no gaire reeixida en el conjunt perico, arriba a l'Albacete Balompié (1990-1991), on viu la seva època daurada aconseguint l'ascens, amb 38 partits i 15 gols. En el partit davant el Salamanca, va aconseguir els dos gols que van dur a l'Albacete a 1a Divisió. Les seves següents campanyes en el formatge mecànic es van saldar amb: 1991-1992, 38 partits i 13 gols; 1992-1993, 36 partits i 12 gols; 1993-1994, 31 partits i 8 gols; 1994-1995, 37 partits i 13 gols, 1995-1996, 38 partits i 9 gols. D'aquesta manera Zalazar va esdevenir el jugador que més partits ha disputat (180) i que més gols ha marcat (57) amb l'Albacete.
A la temporada 96-97 fitxaria pel Racing de Santander, on acabaria aquesta etapa europea. Retorna a jugar per 2 temporades al seu país natal, Uruguai, primer amb el CA Bella Vista i després amb el Nacional de Montevideo.
El 1998 retorna a Espanya, on es retiraria del futbol professional amb l'Albacete el 1999, tot i que signaria alguna temporada més pel Quintanar de la 3a Divisió castellanomanxega.
Zalazar ha estat internacional amb la selecció del seu país en més de 40 ocasions, debutant el 13 de juny de 1984 amb la selecció absoluta. Va jugar la Copa Mundial de Futbol de 1986 en Mèxic.